# Dopo fiction
Dopo fiction è stato un programma televisivo italiano di genere varietà, andato in onda in seconda serata alle 23:30 circa su Rai 1, dal 16 febbraio al 13 aprile 2017 con la conduzione di Flavio Insinna, Nino Frassica e Nathalie Guetta.

## Edizioni
| Edizione | Giorno  | Inizio           | Fine           | Conduzione                                      | Puntate | Telespettatori | Share  | Sede                                |
| -------- | ------- | ---------------- | -------------- | ----------------------------------------------- | ------- | -------------- | ------ | ----------------------------------- |
| 1        | Giovedì | 16 febbraio 2017 | 13 aprile 2017 | Flavio Insinna, Nino Frassica e Nathalie Guetta | 9       | 1.300.000      | 13,83% | Studio 1 RAI di Via Teulada in Roma |

## Il programma
Nato da un'idea di Nino Frassica, raccontava il dietro le quinte delle maestranze che lavorano nella fiction. I conduttori raccontavano aneddoti ed episodi avvenuti nel corso della registrazione delle fiction in onda sulla rete. Il programma proponeva un sondaggio al quale partecipavano gli spettatori da casa, ma anche gli ospiti in studio, per decretare la fiction più amata dagli italiani.

## Puntate
- Dal 16 febbraio al 13 aprile 2017
- Conducono Flavio Insinna, Nino Frassica e Nathalie Guetta

| Messa in onda    | Ospiti                                                                                | Telespettatori | Share |
| ---------------- | ------------------------------------------------------------------------------------- | -------------- | ----- |
| 16 febbraio 2017 | Beppe Fiorello, Daniele Liotti, Elena Sofia Ricci                                     | 1.377.000      | 15,0% |
| 23 febbraio 2017 | Pilar Fogliati, Diego Abatantuono, Pepino Mazzotta, Gabriella Pession, Lino Guanciale | 1.309.000      | 14,5% |
| 2 marzo 2017     | Loretta Goggi, Lillo & Greg, Valeria Fabrizi, Cinzia Torrini, Ivan Carlei             | 1.273.000      | 14,5% |
| 9 marzo 2017     | Francesco Salvi, Valentina Romani, Giorgio Marchesi                                   | 1.286.000      | 12,7% |
| 16 marzo 2017    | Alessio Vassallo, Ugo Pagliai, Chiara Francini                                        | 1.195.000      | 13,0% |
| 23 marzo 2017    | Anna Valle, Sergio Rubini, Filippo Scicchitano, Alessandro Preziosi                   | 1.613.000      | 16,9% |
| 30 marzo 2017    | Irene Ferri, Massimo Lopez, Tullio Solenghi, Lina Sastri, Gianmarco Pozzoli           | 1.265.000      | 14,0% |
| 6 aprile 2017    | Ana Caterina Morariu, Lina Sastri, Alessio Boni, Cristiana Capotondi                  | 1.245.000      | 12,9% |
| 13 aprile 2017   | Beppe Braida, Giuseppe Giacobazzi, Brunella Andreoli, Bruno Pizzul                    | 1.139.000      | 11,0% |